# Dark Matter – Der Zeitenläufer
Dark Matter – Der Zeitenläufer (Originaltitel: Dark Matter) ist eine US-amerikanische Science-Fiction-Fernsehserie von Blake Crouch, die auf seinem gleichnamigen Roman von 2016 basiert. Die erste Staffel feierte ihre Premiere auf Apple TV+ mit zwei Episoden am 8. Mai 2024, gefolgt von sieben weiteren, die wöchentlich veröffentlicht wurden. Im August 2024 wurde die Serie für eine zweite Staffel verlängert.

## Handlung
Ein Physiker in Chicago wird in eine alternative Version seines Lebens versetzt und muss darum kämpfen, in sein eigenes Leben zurückzukehren, um zu verhindern, dass die alternative Version von ihm seine Familie übernimmt.

## Besetzung und Synchronisation
Die deutschsprachige Synchronisation entstand bei der Synchronfirma FFS Film- & Fernseh-Synchron in Berlin.
| Schauspieler      | Figur          | Synchronsprecher         | Beschreibung |
| ----------------- | -------------- | ------------------------ | --- |
| Joel Edgerton     | Jason Dessen   | Martin Kautz             | Ein Physiker, der unfreiwillig zwischen alternativen Realitäten reist, nachdem er von seinem Gegenstück (Jason #02) entführt wurde |
| Jennifer Connelly | Daniela Dessen | Claudia Urbschat-Mingues | Jasons Frau |
| Alice Braga       | Amanda Lucas   | Katharina Schwarzmaier   | Die Freundin und Partnerin von Jason #02, die versucht, Jason #01 zu helfen, seinen Weg nach Hause zu finden                       |
| Oakes Fegley      | Charlie Dessen | Oliver Szerkus           | Der Sohn von Jason und Daniela |
| Jimmi Simpson     | Ryan Holder    | Gerrit Schmidt-Foß       | |
| Dayo Okeniyi      | Leighton Vance | Tobias Schmitz           | |